# No More Lies: Dance of Death Souvenir EP
No More Lies: Dance of Death Souvenir EP – studyjny minialbum brytyjskiej heavymetalowej grupy Iron Maiden wydany 29 marca 2004.
Płyta, wydana jako podziękowanie dla fanów, zawiera 4 ścieżki, wszystkie pierwotnie zamieszczone na wydanym w 2003 albumie Dance of Death. O ile tytułowy pierwszy utwór jest kopią z albumu, to pozostałe 3 zostały nagrane osobno w alternatywnych wersjach. "Paschendale" nagrano z udziałem orkiestry symfonicznej, a "Journeyman" na gitarach elektrycznych (na Dance of Death zamieszczona jest wersja akustyczna tego utworu, aczkolwiek początkowo planowano zastąpić ją elektryczną). Czwarta, ukryta ścieżka "Age of Innocence... How Old?" to wersja utworu "Age of Innocence" z perksusistą Nicko McBrainem próbującym śpiewać.
Do No More Lies... dołączony jest także teledysk tytułowej piosenki.

## Lista utworów
1. "No More Lies" (muz. i sł. Steve Harris) - 7:21
2. "Paschendale (orchestral version)" (muz. i sł. Adrian Smith, Steve Harris) - 8:27
3. "Journeyman (electric version)" (muz. i sł. Adrian Smith, Steve Harris, Bruce Dickinson) - 7:06
4. "Age of Innocence... How Old?" (muz. i sł. Dave Murray, Steve Harris, Nicko McBrain) – 6:40

"No More Lies" [wideo] (muz. i sł. Steve Harris)

## Twórcy
- Bruce Dickinson - śpiew
- Dave Murray - gitara
- Adrian Smith - gitara
- Janick Gers - gitara
- Steve Harris - gitara basowa
- Nicko McBrain - perkusja; śpiew tylko na "Age of Innocence... How Old?"